# Wushaoling
Wushaoling är ett bergspass i Kina. Det ligger i provinsen Gansu, i den nordvästra delen av landet, omkring 160 kilometer nordväst om provinshuvudstaden Lanzhou.
Runt Wushaoling är det ganska glesbefolkat, med 36 invånare per kvadratkilometer. Trakten runt Wushaoling består i huvudsak av gräsmarker.
Genomsnittlig årsnederbörd är 543 millimeter. Den regnigaste månaden är juli, med i genomsnitt 131 mm nederbörd, och den torraste är januari, med 3 mm nederbörd.